# يوهان ياكوب وبيفر

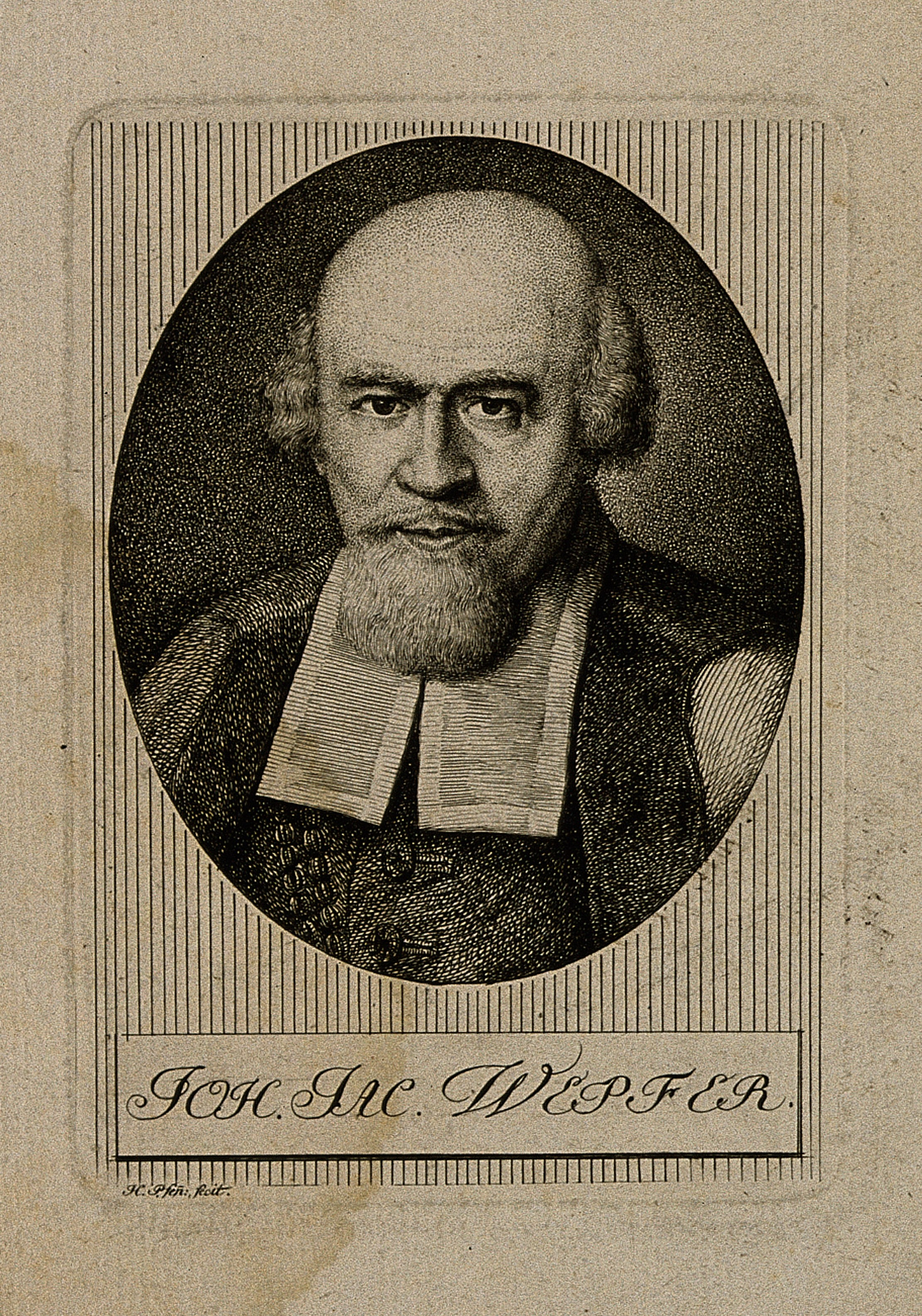
نقش طباعة ليوهان ياكوب ويبفر

يوهان ياكوب ويبفر (23 ديسمبر 1620 ــ 26 يناير 1695) كان عالم أمراض سويسري وعالم في الأدوية والتي كان في الأصل من شافهاوزن.
درس الطب في ستراسبورغ، بازل وبادوفا، وقد رجع إلي شافهاوزن في 1647 لكي يمارس الطب فيها. حيث حافظ على مهنته التي إمتدت إلي جنوب ألمانيا. خلال حياته المهنية خدم أيضاً كطبيب ومستشار شخصي لعدة أشخاص من الأسرة الملكية.
يلاحظ ويبفر غالباً في عمله على تشريح الأوعية الدموية في الدماغ، ودراسة الأمراض الدماغية الوعائية. حيث كان أول طبيب أفترض أن أعراض السكتة الدماغية يتسبب بها النزيف في الدماغ. وأعتقد أيضاً أن الأعراض يمكن أن يكون سببها انسداد إحدي الشرايين التي توصل الدم للدماغ. ومن عمله على تشريح الجثث، قدم معلومات عن الشريان السباتي الأصلي والشريان الفقري والذي يوصل الدم للدماغ. في 1658 أطلق أطروحته الكلاسيكية في السكتة الدماغية، والتي تُدعي «تاريخ السكتة الدماغية» أو "Historiae apoplecticorum".
قدم ويبفر عدة مساهمات في مجال علم الأدوية التجريبي وعلم السموم. حيث أجري التجارب على سُمية شوكران الماء، الخربق، آقونيطن، وحذر من استخدام الزرنيخ، الزئبق، الإِثْمِد في الأدووية. في مجال علم الأدوية والسموم أطلقوالذي يُتمد ععتمد على نبات الشوكران المائي والشوكران الأبقع والذي يُسمي «الشوكران المائي وتاريخ السم» أو " Cicutae aquaticae historia et noxae" وذلك في 1679.
منذ 2005 كان هناك جائز سنوية من أجل البحوث عن السكتة الدماغية، والتي سُميت علي شرف ويبفر، وتعطي الجائزة في مؤتمر السكتة الدماغية الأوروبي.